# Caravaggio (gemeente)
Caravaggio is een gemeente in de Italiaanse provincie Bergamo (regio Lombardije) en telt 14.922 inwoners (31-12-2004). De oppervlakte bedraagt 32,8 km², de bevolkingsdichtheid is 441 inwoners per km².
De volgende frazioni maken deel uit van de gemeente: Masano, Vidalengo.
Caravaggio is de geboorteplaats van de schilder Caravaggio.

## Geboren
- Caravaggio, voluit Michelangelo Merisi da Caravaggio, 1571-1610, kunstschilder
- Riccardo Montolivo (18 januari 1985), voetballer

## Demografie
Caravaggio telt ongeveer 6013 huishoudens. Het aantal inwoners steeg in de periode 1991-2001 met 2,5% volgens cijfers uit de tienjaarlijkse volkstellingen van ISTAT.
| Jaar | Inwoneraantal |
| ---- | ------------- |
| 1991 | 13.763        |
| 2001 | 14.109        |
| 2004 | 14.922        |

## Geografie
De gemeente ligt op ongeveer 111 m boven zeeniveau.
Caravaggio grenst aan de volgende gemeenten: Bariano, Brignano Gera d'Adda, Calvenzano, Capralba (CR), Fornovo San Giovanni, Misano di Gera d'Adda, Morengo, Mozzanica, Pagazzano, Sergnano (CR), Treviglio.

## Partnersteden
- Porto Ercole (Italië)